# Batalla de Zumar
La Batalla de Zumar fue un enfrentamiento ocurrido a principios de agosto de 2014, entre fuerzas kurdas Peshmerga y el grupo terrorista Estado Islámico, por el control de la ciudad de Zumar, localizada en la Gobernación de Nínive, al norte de Irak.
En tan sólo 3 días, la urbe había caído bajo poder de los yihadistas. Sin embargo, los kurdos lograrían hacerse con ella el 25 de octubre.

## Captura por el grupo Estado Islámico
El 1 de agosto de 2014, Estado Islámico atacó las posiciones kurdas en los alrededores de Zumar. Según fuentes kurdas, el avance inicial habría sido repelido con un saldo de 14 soldados y 100 terroristas muertos, más 38 capturados. Sin embargo, tres días después, Zumar y los campos de petróleo cercanos cayeron en manos de Estado Islámico.

## Consecuencias
El 31 de agosto, los Peshmergas lanzaron una ofensiva contra la ciudad, tras haber recapturado los pozos petroleros de Ain Zala dos días atrás. Los terroristas incendiaron tres pozos mientras se retiraban, y los kurdos lograron recapturar varias localidades bajo poder de Estado Islámico. Como resultado de las operaciones, al menos 92 terroristas habían muerto y otros 160 habían sido evacuados, gravemente heridos, a hospitales en su bastión en Mosul.
Un vocero del ejército iraquí, Qassim al-Moussawi, aseguró el 19 de septiembre que cuatro cazas Rafale franceses habían bombardeado Zumar, matando a decenas de terroristas, según un informe de Associated Press.
El 25 de octubre, las fuerzas kurdas lanzaron una nueva ofensiva contra la ciudad. Estado Islámico opuso feroz resistencia, recurriendo al uso de coches bomba. La televisión iraquí afirmó que 50 terroristas habían muerto y 10 de sus vehículos habían sido destruidos. Tras 17 bombardeos de la aviación internacional en la urbe, los kurdos lograron recapturarla. The Daily Beast sugirió que fuerzas especiales estadounidenses y alemanas habrían estado coordinando los ataques aéreos en Zumar, cosa que el Pentágono negó.